# Insigne van een Turkse Legerpiloot- 1914/1917
In 1914 stonden de luchtmachten van Europa nog in de kinderschoenen. In de Balkanoorlog was door de Turken voor het eerst gebruikgemaakt van militaire vliegtuigen. De Turkse luchtmacht was in dat jaar met behulp van Frankrijk opgericht. Duitsland had de Turkse landmacht en Groot-Brittannië de vloot uitgerust. Alle drie de landen zagen in Turkije een potentieel bondgenoot.
Toen Turkije bij het uitbreken van de Eerste Wereldoorlog de Duits-Oostenrijks-Hongaarse zijde koos stuurde Duitsland Erich Sarno naar Constantinopel om de Ottomaanse luchtmacht op te bouwen. Hij kreeg piloten en Duits materieel. In dat eerste oorlogsjaar lag het accent nog op waarnemingen vanuit vliegtuigen, niet op gevechten en bombardementen. Het belang van een luchtwapen werd nog niet door iedereen onderkend, daarom waren piloten en vliegtuigen organisatorisch bij de land- en zeemacht ondergebracht.
Het Insigne van een Turkse Legerpiloot werd naar Duits voorbeeld vervaardigd. Het werd aan iedere gekwalificeerde Turkse piloot uitgereikt. Er was ook een Insigne van een Turkse Marinepiloot. Voor de waarnemers in de vliegtuigen was er een Insigne van een Waarnemer- 1914-1918.
De insignes werden als onderscheiding gedragen en in de literatuur ook als zodanig vermeld. De piloten van de 15 squadrons droegen een paar vleugels met daarop de Ottomaanse halve maan en ster op een lauwerkrans. Daarboven was de obligate tughra van de sultan, het was in dat jaar Mehmet V Resat (1909-1918), geplaatst. Op het lint dat de taken samenbindt staat "699", het jaar dat de Osmanen Constantinopel veroverden. Het geheel was meestal van zilverkleurig metaal, maar brons, zilver en zink komen ook voor. De meeste van de zilveren insignes dragen Duitse keuren en juweliersmerken. Voor zover de insignes in Turkije zelf werden vervaardigd zijn geen keuren of stempels aangebracht. Men droeg het insigne als een broche op de linkerborst.
Er zijn geen officiële documenten overgeleverd die licht werpen op de instelling, de gerechtigden of de toekenningen. Piloten zijn altijd een vrijgevochten groepje mannen geweest en zij hebben de insignes misschien zelf bedacht en besteld. Ze werden in iedere geval niet door de Turkse munt, verantwoordelijk voor de productie van eretekens, vervaardigd.